# André Brue
Pour les articles homonymes, voir Brue.
André Brue (ou Brué, ou Bruë), né le 25 février 1654 à La Ciotat et mort à Marseille le 20 mai 1738, est un négociant et explorateur français qui dirigea plusieurs compagnies coloniales en Afrique de l'Ouest.

## Biographie

### Origines
André Brue est né le 25 février 1654 au sein d'une famille de la haute bourgeoisie marchande de La Ciotat. Il est le fils d'Étienne Brue, marchand marinier, et d'Angelette Genesi. On lui connait également au moins un frère et une sœur. Il est possible qu'il soit cependant né lors d'un voyage de ses parents. 
Sa famille semble posséder de fort lien commerciaux avec l'empire ottoman, et c'est vraisemblablement là qu'il commença sa carrière.

### Gouverneur du Sénégal
Le 4 juin 1697 André Brue est nommé directeur général du commerce français au Sénégal, où il succède à Jean Bourguignon. Le 20 août il arrive à Saint-Louis. Il commence ses explorations dans le Bambouk (fin en 1723).
En 1701 il est capturé par Lat Soukabé, le 14e damel du Cayor, et libéré contre une rançon après 12 jours.
Le père Labat – qui n'est jamais allé en Afrique lui-même – s'est largement inspiré des mémoires d'André Brue rédigées vers 1725 pour élaborer sa Nouvelle relation de l'Afrique occidentale. Il a largement plagié le livre de Michel Jajolet de la Courbe,  écrit en 1685 , lui attribuant ses récits. (1728).